# Дубки (Ульяновская область)
Дубки — посёлок в Базарносызганском районе Ульяновской области. Входит в состав Должниковского сельского поселения.

## География
Населённый пункт расположен в 7 километрах к западу от рабочего посёлка Базарный Сызган — административного центра района. Расстояние до Ульяновска — 130 километров.

### Часовой пояс
Дубки, как и вся Ульяновская область, находится в часовой зоне МСК+1. Смещение применяемого времени относительно UTC составляет +4:00.

## История
До 1986 года населённый пункт назывался посёлок третьего отделения совхоза «Дружба». В 1986 году указом Президиума Верховного совета РСФСР переименован в Дубки.

## Население
| 2010 |
| ---- |
| 60   |

Население посёлка в 1996 году — 122 человека.

## Инфраструктура
Посёлок разделён на две улицы: Полевая и Садовая.